# بردلی باب
بردلی باب (انگلیسی: Bradley Bubb؛ زادهٔ ۳۰ مهٔ ۱۹۸۸) بازیکن فوتبال اهل بریتانیا است.
از باشگاه‌هایی که در آن بازی کرده‌است می‌توان به باشگاه فوتبال کویینز پارک رنجرز، باشگاه فوتبال رویال آنتورپ، باشگاه فوتبال ووکینگ، باشگاه فوتبال ایستلی، باشگاه فوتبال چالفونت سنت پیتر، باشگاه فوتبال آکسفورد سیتی، باشگاه فوتبال هندون، باشگاه فوتبال بیکنزفیلد، باشگاه فوتبال هاوانت و واترلوویل، باشگاه فوتبال بیزینگ‌استوک تاون، باشگاه فوتبال فارن‌بورو، و باشگاه فوتبال آلدرشات تاون اشاره کرد.
وی همچنین در تیم ملی فوتبال گرنادا بازی کرده‌است.